# Conférence des Nations unies sur le développement durable
 (avril 2025).

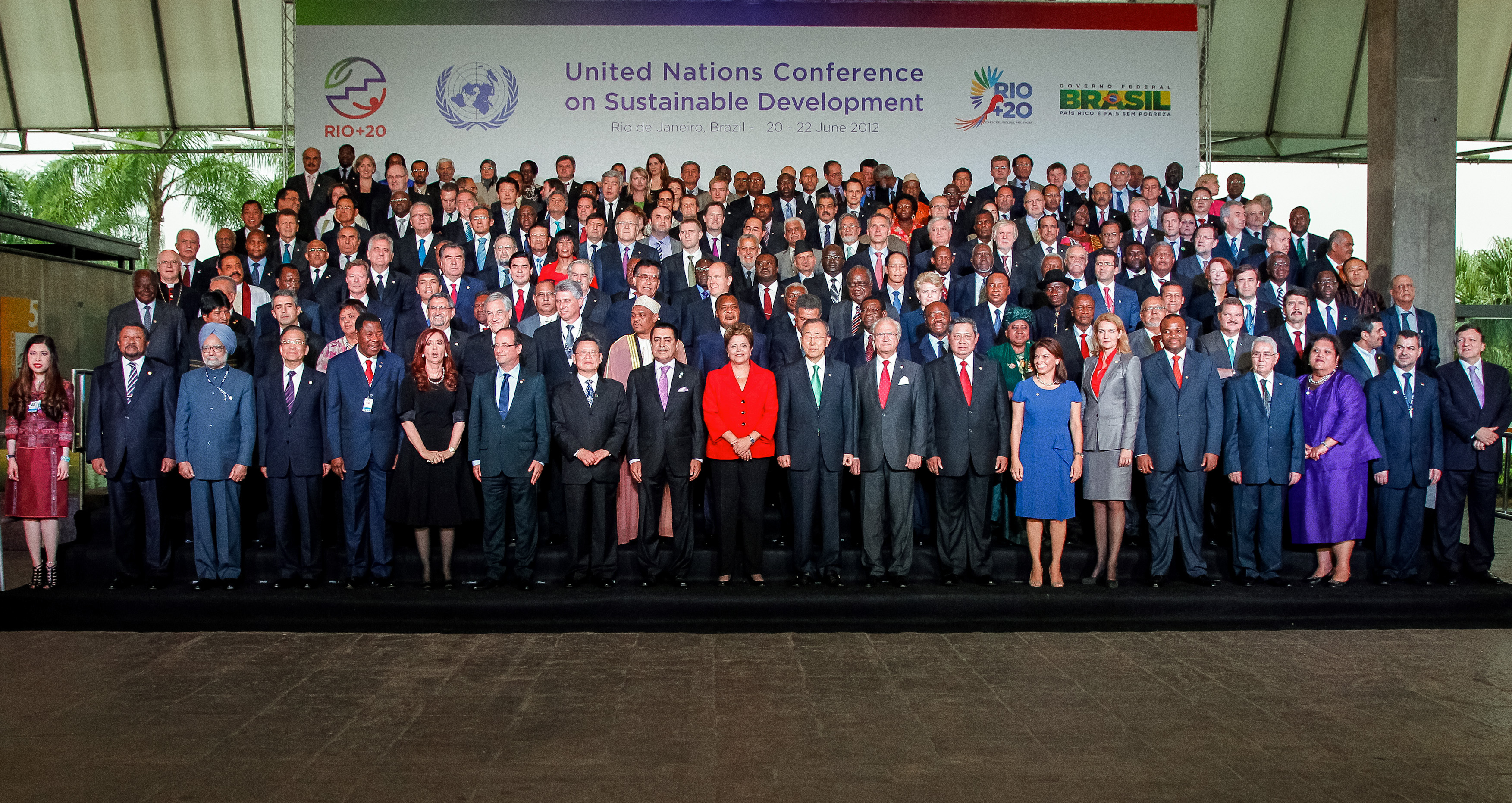
Groupe des chefs d’État du monde lors de la conférence Rio+20.

La Conférence des Nations unies sur le développement durable 2012, dite Rio+20, a eu lieu du 20 au 22 juin 2012 au Brésil. Elle est dans la continuité du Sommet de Rio de 1992, dont elle marquait le vingtième anniversaire. Quatre-vingt-dix chefs d’États et de gouvernements participent à la Conférence de Rio, notamment différents acteurs aux différents niveaux décisionnaires, comme les collectivités territoriales, les entreprises, et les associations. Convoquée par la soixante-quatrième Assemblée générale des Nations unies, elle devait porter sur deux thèmes, à savoir « l'économie verte dans le contexte du développement durable et de l'éradication de la pauvreté » et le « cadre institutionnel du développement durable ». Cependant, très tôt dans les négociations, des divergences apparemment insurmontables sont apparues sur les deux thèmes de la conférence, de sorte que le principal résultat de ce « Sommet de la Terre » est plutôt le lancement d'un processus devant conduire à l'établissement d’Objectifs du développement durable (ODD). Les ODD (Objectifs du développement durable), venant remplacer dans l’année 2015 les objectifs du millénaire, constituent un des enjeux de la conférence. Ces ODD sont constitués d’une sécurité alimentaire, des océans, de villes, d’énergie, des emplois verts, dont les contenus et objectifs seront ultérieurement discutés. La Conférence Rio +20 ne se termine pas sur des engagements classiques ou contraignants mais plutôt vers une déclaration élaborée à partir de textes négociés (« circonstances nationales particulières Le futur que nous voulons… » ) depuis plusieurs mois.
Elle a réuni plus de 45 000 participants issus de 188 pays. Plusieurs dirigeants mondiaux ont toutefois brillé par leur absence, dont Barack Obama (États-Unis), Angela Merkel (Allemagne) et David Cameron (Royaume-Uni).
Le secrétaire général de la CNUDD était le diplomate chinois Sha Zukang (en), aussi secrétaire général adjoint au Département des affaires économiques et sociales des Nations unies (DAES).
Le document de résultats de Rio +20 a été adopté la veille du début officiel de Rio 20, le mardi 19 juin, ce qui est peu commun dans les négociations multilatérales où les délégués sont rarement en mesure de transmettre un texte sans crochets aux chefs d'État et de gouvernement.

## Texte final
Le document de résultats de Rio +20, intitulé « L'avenir que nous voulons », réitère les engagements des sommets antérieurs et réalise diverses avancées, bien que plusieurs décisions ait été renvoyées aux prochaines sessions de l'Assemblée générale des Nations unies. Voici les principaux résultats de Rio +20 :
- lancement d'un processus devant conduire à l’établissement d’Objectifs du développement durable (ODD) susceptible de remplacer les Objectifs du millénaire pour le développement ;
- création d'un « forum de haut niveau » chargé de veiller au suivi du développement durable ;
- renforcement du Programme des Nations unies pour l’environnement (PNUE) et élargissement de son mandat ;
- définition de l’économie verte (et surtout, de ce qu'elle n'est pas) ;
- adoption du Cadre décennal de programmation sur les modes de consommation et de production durables (10YFP) ;
- amorce d'un processus sur la soutenabilité des entreprises ;
- démarrage d'un processus pour mesurer la prospérité et le bien-être au-delà du PIB ;
- reconnaissance du rôle des autorités infra-nationales ;
- mise en place d'un registre des engagements volontaires[1].

Sur les ODD, le document convient de la nécessité d'accélérer les efforts pour mettre en œuvre les engagements antérieurs.
La gouvernance de la haute mer est mise de l'avant« nous nous engageons à protéger et à régénérer la santé, la productivité et la résilience des océans et des écosystèmes marins, et à maintenir leur biodiversité en assurant leur conservation et leur exploitation durable pour les générations actuelles et futures. Nous nous engageons aussi à appliquer efficacement une démarche écosystémique et l’approche de précaution dans la gestion des activités influant sur le milieu marin, dans le respect du droit international, afin de tenir les engagements pris concernant les trois dimensions du développement durable », mais sans calendrier ni décision de révision du droit maritime pour la haute-mer.
La déclaration encourage les entreprises cotées en bourse et les multinationales à étudier la possibilité d’insérer des informations sur la soutenabilité de leurs activités dans leurs rapports périodiques.
L'économie verte est présentée comme un moyen de « contribuer à combler les différences technologiques entre pays développés et en développement », qui ne doit cependant pas « imposer des règles rigides », qui doit « respecter la souveraineté nationale de chaque pays », sans constituer « un moyen de discrimination » ni « une restriction déguisée au commerce international ».
Sur l'autre thème de Rio +20, qu'est le « cadre institutionnel du développement durable », les États sont convenus de créer un « Forum politique de haut niveau » en vue de remplacer la Commission du développement durable qui avait été créée en 1992 à la suite du premier Sommet de Rio pour faire le suivi de l'Agenda 21, mais dont les résultats n'ont pas été à la hauteur des attentes. Par contre, les États n'ont pas réussi à s'entendre sur la pertinence de transformer le Programme des Nations unies pour l'environnement (PNUE) en institutions spécialisée et ce, bien que les pays du Groupe africain se soit rallié à la proposition de l'Union européenne, longtemps porté par la France, de créer une « d'Organisation mondiale ou des Nations unies pour l'environnement ». Plusieurs pays, dont les États-Unis et certains pays du G77/Chine, se sont en effet opposés à la création d'une nouvelle organisation, notant que le PNUE est efficace dans sa forme actuelle. Les États ont toutefois décidé de renforcer le PNUE, notamment en établissant la composition universelle de son Conseil d’administration et en réaffirmant son rôle d'« autorité globale et chef de file pour l'environnement », nécessitant des ressources financières sûres, stables, adéquates et accrues provenant du budget ordinaire de l’ONU et de contributions volontaires. À cet effet, la 67e session de l’AGNU (2012-2013) invite à adopter une résolution en vue de « renforcer et reclasser » le PNUE, ce que le Groupe africain a interprété comme une « porte ouverte » à un éventuel changement de statut du programme.
Enfin, le projet de création d'un droit de la mer donnant un statut plus clair à la haute mer et aux aires marines protégées a été bloqué par 3 États, mais l'ONU est mandatée pour continuer les négociations.

## Objectifs
La Conférence de Rio +20 portait sur deux thèmes, « l’économie verte » et « le cadre institutionnel du développement durable », et de trois objectifs :
1. susciter un engagement politique renouvelé en faveur du développement durable !
2. évaluer les progrès réalisés, et les lacunes restant à combler au niveau de la mise en œuvre !
3. relever les défis émergents[5]!

Parmi les 26 domaines thématiques et questions transversales identifiés dans le document de résultats figurent l'éradication de la pauvreté, la sécurité alimentaire, l'eau, l'énergie, le transport, la santé, l'emploi, les océans, le changement climatique, la consommation et la production durables.

## Préparation
Ban Ki-Moon, sécretaire général des Nations unies, a nommé Coordinateur exécutif de la Conférence des Nations unies sur le développement durable Brice Lalonde en France, ex-ambassadeur français pour les négociations climatiques, et Elizabeth Thompson, l’ex-ministre de l’Énergie et de l’environnement et ministre du Développement physique du ministère de la Santé de la Barbade. Par rapport au processus du sommet mondial de Rio en 1992, la préparation comparé à la tenue de la Conférence sur le développement durable de 2012 est plus courte. Comme toutes conferences internationales, un secrétariat est mis en place par les Nations unies, chargé de coordonner le “processus” de préparation comportant des comités préparatoires périodiques appelés “ PrepCom ”.Un premier comité préparatoire (PrepCom-1) a eu lieu à New York (États-Unis), du 17 au 19 mai 2010  et un second du 7 et 8 mars 2011. Le troisième et dernier Comité préparatoire a eu lieu du 13 au 15 juin 2012 à Rio de Janeiro (Brésil) mais, comme on s'y attendait, il n'a pas permis de conclure la négociation du zero draft, de sorte que les négociations se sont poursuivies de manière informelle, sous l'égide du gouvernement brésilien, pendant les quatre jours qui séparaient cette réunion de l'arrivée des chefs d'État et de gouvernement.
La deuxième session du Comité préparatoire de la CNUDD a débattu plusieurs des thèmes suivants : la sécurisation du renouvellement de l’engagement politique pour le développement durable, l’évaluation des progrès et des lacunes dans la mise en œuvre des résultats des sommets sur le développement durable, et défis nouveaux et émergents : l’économie verte dans le contexte du développement durable et de l’éradication de la pauvreté et le cadre institutionnel du développement durable. Une troisième réunion de Rio +20 fut mise en place (26 et 27 mars 2012). Un dernier cycle de négociation informel fut ajouté (début juin). Puis la "Prepcom 3" (13 au 15 juin), juste avant la Conférence Rio + 20 qui, initialement prévu du 4 au 6 juin, avait été reportée au 20 à 22 juin.
La conférence internationale sur l’énergie durable, les 10-12 janvier 2012 à Genève s'inscrit dans la préparation de la conférence de Rio+20. (La conférence est suivie par la 2e assemblée de l’Agence internationale des énergies renouvelables les 14 et 15 janvier à Abou Dabi.) Ainsi que le 6e Forum mondial de l’eau, du 12 au 17 mars 2012 à Marseille. Une réunion de haut niveau sur le bonheur et le bien-être réunira le 2 avril des experts sur la "détermination des mesures, comptes et mécanismes financiers nécessaires à la mise à disposition d’un modèle économique fondé sur le bonheur pour une intégration dans les politiques nationales”. La 13e session de la Conférence des Nations unies sur le commerce et le développement (CNUCED XIII) se tient du 21 au 26 avril à Doha sur le thème « Développement axé sur la mondialisation : vers une croissance et un développement inclusifs et durables ». Sommet mondial sur l’édition 2012 du Forum de la société de l’information du 14 au 18 mai à Genève par l’Union internationale des télécommunications (UIT), l’Organisation des Nations unies pour l’éducation la science et la culture (UNESCO), la Conférence des Nations unies sur le commerce et le développement (CNUCED) et le Programme des Nations unies pour le développement (PNUD) également précèdent la conférence . Le Sommet du G20, présidé par le Mexique, aura lieu à Los Gabos au Mexique les 18 et 19 juin, juste avant la Conférence de Rio, ayant comme thème principal « la croissance verte ».

## Suites à donner
Un des principaux résultats de Rio +20 est le lancement d'un processus visant l'élaboration d'Objectifs du développement durable (ODD), « en nombre limité, concis et tournés vers l'action », applicables à tous les pays, mais tenant compte des « circonstances nationales particulières ». Un groupe de travail de 30 personnes sera mis en place d'ici à la prochaine Assemblée générale des Nations unies, en septembre, et devra présenter ses propositions en 2013, pour une mise à place à partir de 2015. Parmi les acquis potentiels ou nouveautés, les ODD seront permis de négocier ultérieurement de façon intergouvernementale, de reconnaissance de droits économiques et sociaux (droit à l’alimentation, à la santé, à l’éducation, le doigt à l’eau potable…), le souhait de renforcement du Programme des Nations unies pour l’environnement et la création d’un « forum de haut niveau » rassemblant plusieurs ministres pouvant se réunir pour la première fois en septembre 2013.

## Critiques et controverses

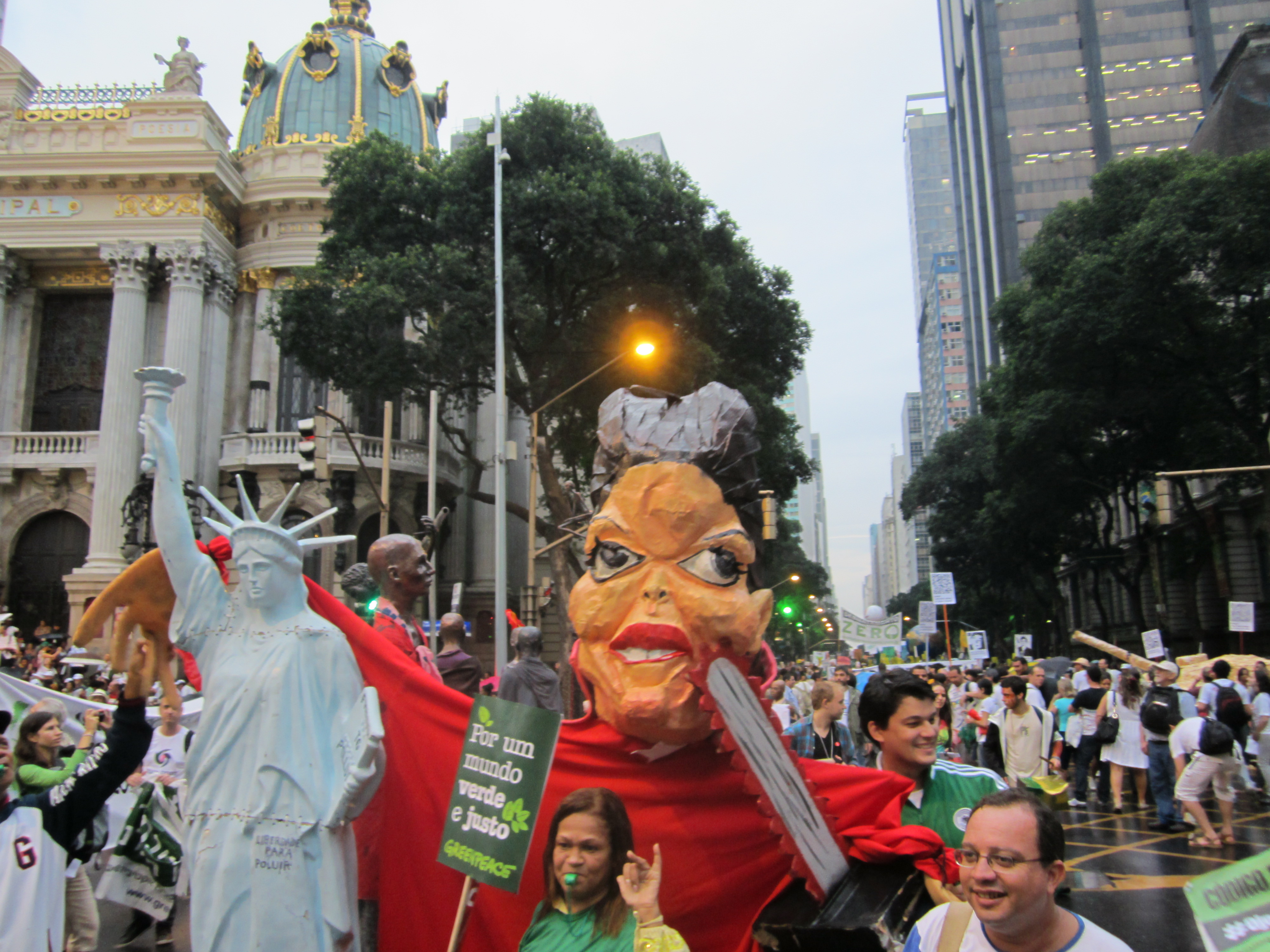
Manifestation de la société civile

Face au « sentiment d'urgence diffusé par les nombreux experts présents à Rio, qui s'inquiètent - presque unanimement - des dangers qui menacent l'humanité si celle-ci ne parvient pas à adapter ses modes de production et de consommation à la raréfaction des ressources, combinée à la croissance démographique », beaucoup d'acteurs considèrent que les objectifs et moyens ont été peu ambitieux. 
- Les organisations de la société civile, réunies parallèlement dans un Sommet des peuples, ont dénoncé une déclaration finale trop faible, sans avancées et avec des reculs[11] ; 
Le collectif Rio+20 juge le texte « purement déclaratif et sans aucune contrainte (…) ni rupture avec le modèle actuel, responsable de la crise multiple que nous traversons », qui « fait l’impasse sur les réels défis de la mondialisation, l’épuisement des ressources naturelles, et l’évolution de l’économie mondiale (…)  Finalement, tout au long de ces pages, la déclaration prône un verdissement de l’économie, en gardant le marché comme boussole et la préservation des intérêts nationaux à court terme. »[11].
- Caritas « regrette le manque d’innovations en termes de principes de développement durable malgré quarante ans de pourparlers et d’échecs évidents des modèles actuels ». Le réseau dénonce également le fait que la déclaration finale « néglige la responsabilité des grandes compagnies extractives, d’agrobusiness et d’industrie, dans l’état du développement aujourd’hui »[11] au profit de partenariats public-privé (PPP), avec la crainte que ces derniers soient « gérés de telle manière que les ressources naturelles, qui devraient être accessibles à tous, deviennent des marchandises et donc accessibles uniquement à ceux qui en ont les moyens »[11]. 
L'ONG et toutes les organisations de la société civile présentes à Rio, contestent en outre la mention faite dans le document officiel « avec la participation de la société civile » ; « le Sommet des peuples, financé par le gouvernement brésilien, avait été installé à plusieurs kilomètres de la Conférence officielle, de telle manière qu’il n’y a eu aucun échange entre les deux »[11].
- L'Union européenne considérait que le texte manquait d'ambition sur les Objectifs du développement durable et la gouvernance [2].
- Parmi les représentants d'ONG, Kumi Naidoo, le directeur exécutif de Greenpeace International, parle d'un « échec retentissant »[2].
- Selon Le Monde, « Les pays du sud, et notamment le Brésil, craignaient d'y trouver un frein à leur développement et soupçonnaient une manœuvre des pays riches afin d'imposer leurs savoir-faire et leurs technologies, sous couvert de considérations environnementales »[2], ce dont rend compte le texte sur l'économie verte qui précise ce qu'est et ce que n'est pas l'économie verte, afin de tenir compte des préoccupations des pays en développement.
- Selon le mensuel L'Expansion et les calculs réalisés par le cabinet Carbone 4, ce nouveau sommet aura été à l'origine de la génération de 218 000 tonnes de CO² L’absence de vision globale et de langage imprecise s’accorde vers de nombreux acteurs et observateurs. L'Affaiblissement du multi-latéralisme et de l’Union européenne face au désengagement de l’Amérique du Nord (États-Unis et Canada) et à ses alliances avec les pays émergents (particulièrement la Chine et le Brésil) pour minimiser les engagements ; le rôle donné au marché et aux entreprises sans contrepartie de recevabilité sociale et environnementale contraignante ; les résistances sur les droits humains, et notamment les droits sexuels et de procréation des femmes, ainsi que le droit à un environnement sain, ainsi que le retrait d’une mention du droit à la liberté d’association et de réunion ; le peu d’importance accordée à l’enjeu pourtant essentiel de la biodiversité ; l’incapacité de décision sur la « transition énergique » (l’expression n’étant même pas mentionnée)... La déclaration de Rio +20 fut critiqué par certaines personnes qui pensaient que le document constitué de programmes d’actions vagues pour l’avenir sans idées sur le financement des programmes.

### Critiques d'ATTAC
En 2012, à l'approche du Rio+20, une économiste et membre du conseil scientifique d'ATTAC déclare : « L’économie verte, c’est la marchandisation de la nature. Nous refusons que s’exerce un droit de propriété sur la nature, qui ne peut pas être gérée de manière rationnelle. Les services écosystémiques sont rendus gratuitement. C’est l’une des principales critiques qui peuvent être faites du Rio+20 ».

### Participation de l'Iran
- Si vous ne connaissez pas le sujet, laissez ce bandeau (vous pouvez alors contacter les auteurs).
- Si vous supprimez le contenu mis en cause (vous pouvez préalablement contacter les auteurs),

argumentez précisément cette suppression dans la page de discussion
(un manque de référence n'est pas un argument ; une recherche réelle de référence doit avoir été effectuée, être formellement documentée).

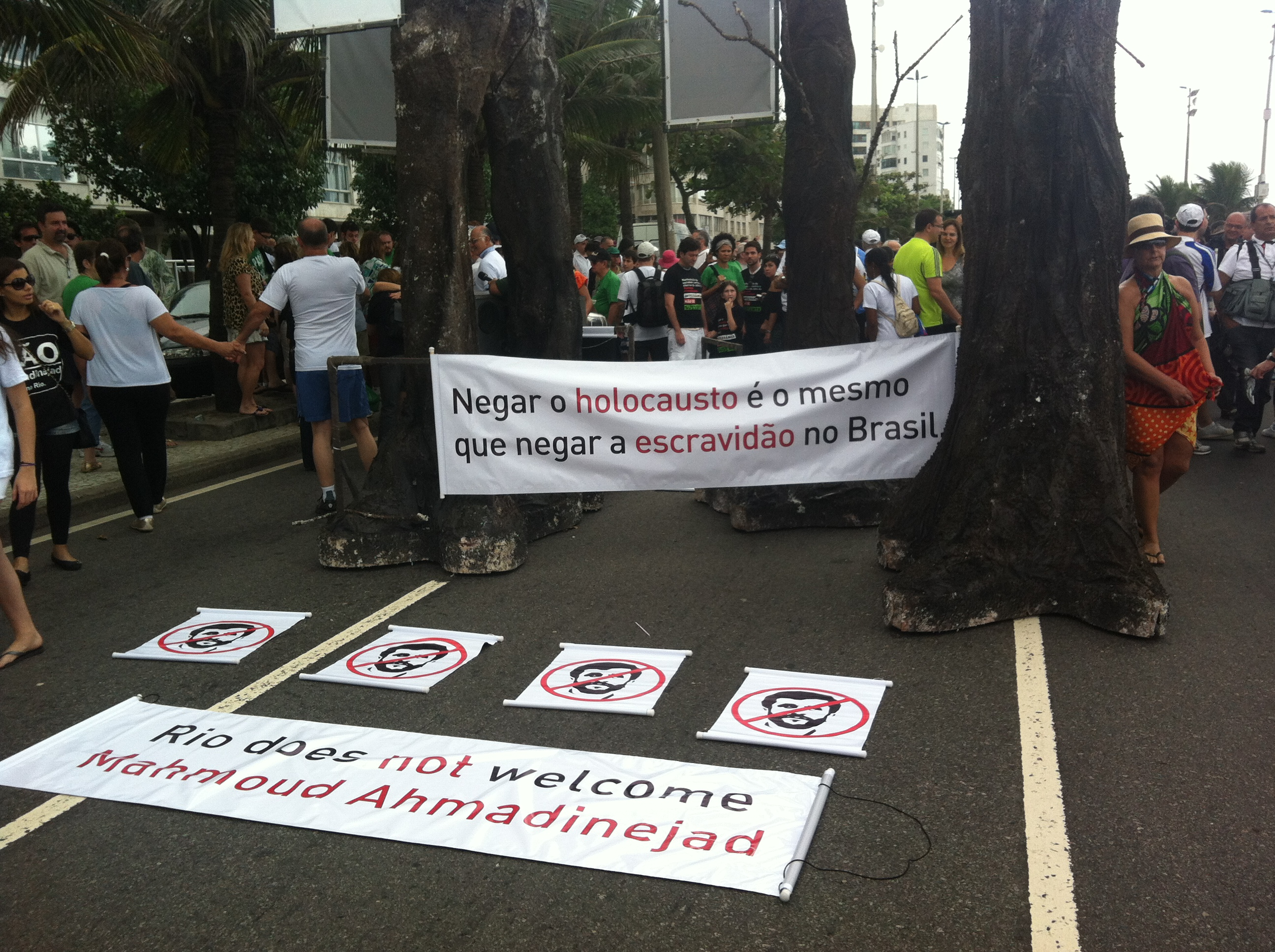
Manifestation contre la présence du président Iranien Ahmadinejad.

La participation de l'Iran à la Conférence des Nations unies sur le développement durable – Rio+20 – a fait l'objet d'une importante controverse,. L'Iran a déjà annoncé l'envoi d'une délégation officielle comprenant le président Ahmadinejad à Rio en juin en vue d'assister au sommet. Les problèmes environnementaux que l'Iran se refuse à résoudre, les graves violations des droits de l'homme et le refus de coopérer avec l'AIEA concernant le programme nucléaire sont au cœur de la polémique.

### Barrage de Belo Monte
Le projet de barrage de Belo Monte est aussi très controversé, notamment à cause de son fort impact écologique sur la forêt amazonienne et sur les populations indigènes.

### Acteurs importants ou impliqués pour la préparation du sommet
- Sha Zukang
- Brice Lalonde
- Antonio de Aguiar Patriota
- Ignacy Sachs
- Dominique Martin-Ferrari
- Serge Orru
- François Gemenne
- Raymond Van Ermen